# Smoot
Smoot és una concentració de població designada pel cens dels Estats Units a l'estat de Wyoming. Segons el cens del 2000 tenia 182 habitants.

## Demografia
Segons el cens del 2000, Smoot tenia 182 habitants, 55 habitatges, i 44 famílies. La densitat de població era de 41,1 habitants/km².
Dels 55 habitatges en un 43,6% hi vivien nens de menys de 18 anys, en un 74,5% hi vivien parelles casades, en un 1,8% dones solteres, i en un 20% no eren unitats familiars. En el 18,2% dels habitatges hi vivien persones soles el 10,9% de les quals corresponia a persones de 65 anys o més que vivien soles. El nombre mitjà de persones vivint en cada habitatge era de 3,31 i el nombre mitjà de persones que vivien en cada família era de 3,84.
Per edats la població es repartia de la següent manera: un 35,2% tenia menys de 18 anys, un 9,3% entre 18 i 24, un 23,1% entre 25 i 44, un 22% de 45 a 60 i un 10,4% 65 anys o més.
L'edat mediana era de 31 anys. Per cada 100 dones de 18 o més anys hi havia 84,4 homes.
La renda mediana per habitatge era de 32.273 $ i la renda mediana per família de 41.250 $. Els homes tenien una renda mediana de 41.250 $ mentre que les dones 21.000 $. La renda per capita de la població era de 12.005 $. Entorn del 8% de les famílies i el 19,6% de la població estaven per davall del llindar de pobresa.

## Poblacions més properes
El següent diagrama mostra les poblacions més properes.